# العلاقات الكاميرونية الجنوب سودانية
العلاقات الكاميرونية الجنوب سودانية هي العلاقات الثنائية التي تجمع بين الكاميرون وجنوب السودان.

## مقارنة بين البلدين
هذه مقارنة عامة ومرجعية للدولتين:
| وجه المقارنة                                              | الكاميرون                      | جنوب السودان                  |
| --------------------------------------------------------- | ------------------------------ | ----------------------------- |
| المساحة (كم2)                                             | 475.44 ألف                     | 619.75 ألف                    |
| عدد السكان (نسمة)                                         | 24.05 مليون                    | 12.58 مليون                   |
| الكثافة السكانية (ن./كم²)                                 | 50.58                          | 20.3                          |
| العاصمة                                                   | ياوندي                         | جوبا                          |
| اللغة الرسمية                                             | لغة فرنسية، لغة إنجليزية       | لغة إنجليزية                  |
| العملة                                                    | فرنك وسط أفريقي                | جنيه جنوب سوداني، جنيه سوداني |
| الناتج المحلي الإجمالي (بليون دولار)                      | 34.80 مليار                    | 2.90 مليار                    |
| الناتج المحلي الإجمالي (تعادل القوة الشرائية) بليون دولار | 72.72 مليار                    | 22.88 مليار                   |
| الناتج المحلي الإجمالي الاسمي للفرد دولار أمريكي          | 1.22 ألف                       | 73                            |
| الناتج المحلي الإجمالي للفرد دولار أمريكي                 | 2.97 ألف                       | 2.02 ألف                      |
| مؤشر التنمية البشرية                                      | 0.512                          | 0.467                         |
| رمز المكالمات الدولي                                      | +237                           | +211                          |
| رمز الإنترنت                                              | .cm                            | .ss                           |
| المنطقة الزمنية                                           | توقيت غرب أفريقيا، ت ع م+01:00 | ت ع م+03:00                   |

## منظمات دولية مشتركة
يشترك البلدان في عضوية مجموعة من المنظمات الدولية، منها:
| علم المنظمة | اسم المنظمة                               | تاريخ انضمام الكاميرون | تاريخ انضمام جنوب السودان |
| ----------- | ----------------------------------------- | ---------------------- | ------------------------- |
|             | مؤسسة التنمية الدولية                     | 10 أبريل 1964          | 18 أبريل 2012             |
|             | يونسكو                                    | 11 نوفمبر 1960         | 27 أكتوبر 2011            |
|             | وكالة ضمان الاستثمار متعدد الأطراف        | 7 أكتوبر 1988          | 18 أبريل 2012             |
|             | الأمم المتحدة                             | 20 سبتمبر 1960         | 14 يوليو 2011             |
|             | الاتحاد البريدي العالمي                   | ?                      | ?                         |
|             | البنك الدولي للإنشاء والتعمير             | 10 يوليو 1963          | 18 أبريل 2012             |
|             | الاتحاد الدولي للاتصالات                  | 22 ديسمبر 1960         | 3 أكتوبر 2011             |
|             | مؤسسة التمويل الدولية                     | 1 أكتوبر 1974          | 18 أبريل 2012             |
|             | المركز الدولي لتسوية المنازعات الاستشارية | 2 فبراير 1967          | 18 مايو 2012              |
|             | منظمة الشرطة الجنائية الدولية             | ?                      | ?                         |
|             | الاتحاد الأفريقي                          | ?                      | ?                         |
|             | البنك الإفريقي للتنمية                    | ?                      | ?                         |

## وصلات خارجية
- موقع وزارة الخارجية الكاميرونية
- موقع وزارة الخارجية الجنوب سودانية